# SuperEnaLotto
SuperEnalotto (Итальянское Лото) - лотерея существующая в Италии с 3 декабря 1997 года. Розыгрыши проводятся по вторникам, четвергам и субботам в 20:00. Джекпоты этой лотереи являются одними из самых крупных в мире.

## История
Изначально Итальянское Лото существовало под названием Enalotto начиная с 1950 годов. В 1997 году организация SISAL провела реформу лотереи, вследствие чего была создана современная итальянская лотерея SuperEnaLotto.
Вплоть до 30 июня 2009 года выигрышная комбинация SuperEnaLotto составлялась из первых выпавших номеров лотереи Лотоматика (Lottomatica) в городах Бари, Флоренция, Милан, Неаполь, Палермо и Рим в соответствующем порядке./ Первый номер, выпавший в Венеции, становился номером «Джолли» (Jolly). Если первый номер, вытянутый в определенном городе, уже присутствовал в комбинации, его заменял второй вытянутый номер — и так далее. Система допускала незначительную вероятность того, что номера двух городов могут совпасть, в этом случае в комбинации могли бы появиться повторяющиеся номера, и джекпот было бы невозможно выиграть.
Начиная с 1 июля 2009 года номера лотереи вытягиваются независимо от розыгрыша Лотоматики. 6 основных номеров и номер «Джолли» вытягиваются одним тиражом, «Супер-звездный» номер вытягивается отдельно.

## Правила игры
Стоимость билета равна одному евро за две ставки.
Необходимо угадать 6 номеров из 90. Если игрок угадывает все 6, ему достается джекпот. Помимо джекпота, в лотереи SuperEnaLotto предусмотрено 5 призовых категорий.
Номер «Джолли» дает дополнительный шанс тем игрокам, которые угадали 5 номеров. Если они так же угадывают номер «Джолли», им присуждается приз более высокой категории «5+1». Номер «Джолли» влияет на все выигрыши, кроме джекпота.
Чтобы выиграть приз по одной из категорий, необходимо угадать хотя бы 3 номера комбинации. Шанс выиграть в соответствующих призовых категориях следующие:
| Совпадения         | Шанс на выигрыш  |
| ------------------ | ---------------- |
| 6                  | 1 из 622.614.630 |
| 5 + Номер «Джолли» | 1 из 103.769.105 |
| 5                  | 1 из 1.250.230   |
| 4                  | 1 из 11.907      |
| 3                  | 1 из 327         |

«Супер-звездный» номер является дополнительным, за него также необходимо заплатить отдельно. Согласно старым правилам, этот номер соответствовал первому номеру, вытянутому в национальной лотерее в Риме (Ruota Nazionale). По новым правилам этот номер вытягивается отдельно независимо от общих номеров и номера «Джолли». Это означает, что «Супер-звездный» номер может совпадать с одним из номеров выигрышной комбинации, что увеличивает шанс игрока на денежный приз.
Для национальной лотереи с миллионными призами, лотерея SuperEnaLotto является одной из самых трудных в отношении выигрыша джекпота, если руководствоваться вероятностями, указанными в таблице выше. Призовой фонд составляют лишь 34,648 % прибыли от продаж, остальные деньги отходят на государственные нужды Италии.
Джекпоты лотереи SuperEnalotto могут достигать очень крупных сумм, так как на их аккумуляции не установлено никакого ограничения. Также лотерея особенно привлекательна для игроков, так как выигрыши не облагаются налогом и у победителей есть выбор получить свой приз единовременной суммой или годовыми выплатами.
В момент создания лотереи минимальной ценой билета были 1600 итальянских лир за две ставки, далее цена выросла до 1900 лир. На сегодняшний день минимальная стоимость билета равна 1 евро.

## Самый крупный выигрыш
Самый крупный джекпот в истории лотереи SuperEnaLotto (также европейский рекорд) в размере €371.133.424,51 был выигран 16 февраля 2023 одним билетом, владельцем которого был синдикат из 90 человек. До этого приз аккумулировал в течение 21 месяца.